# (274981) Petrsu
(274981) Petrsu est un astéroïde de la ceinture principale.

## Description
(274981) Petrsu est un astéroïde de la ceinture principale. Il fut découvert le 12 octobre 2009 à Tzec Maun par Dmitrij Nikolaevič Čestonov et Artëm Olegovič Novičonok. Il présente une orbite caractérisée par un demi-grand axe de 2,87 UA, une excentricité de 0,02 et une inclinaison de 2,9° par rapport à l'écliptique.

## Compléments